# Minsk Forum
Das Minsk Forum ist eine jährlich stattfindende internationale Konferenz zu Belarus mit den Schwerpunkten Politik, Wirtschaft und Gesellschaft. Es wurde 1997 von Rainer Lindner gegründet. Hauptveranstalter ist die Deutsch-belarussische Gesellschaft.
Die Tagung untersucht die politischen, wirtschaftlichen und gesellschaftlichen Wandlungsprozesse in Belarus sowie die Beziehungen zu den Nachbarstaaten.
Der Anlass war die Kontaktsperre zwischen Belarus und der Europäischen Union.

## Geschichte
Ursprünglich fand das Minsk Forum in der Regel im November in Minsk statt. Im Protestjahr 2020 wurde das Forum in Form einer Online-Veranstaltung abgehalten. Eröffnet wurde das Forum in dem Jahr von Bundesaußenminister Heiko Maas, dem polnischen Außenminister Zbigniew Rau, der Oppositionsführerin Swjatlana Zichanouskaja sowie dem Historiker Timothy Snyder.
Seitdem finden Veranstaltungen in Vilnius, Warschau, Brüssel und Berlin statt.

## Kooperationspartner
Kooperationspartner des Minsk Forums sind die Friedrich-Ebert-Stiftung, die Konrad-Adenauer-Stiftung, die Stiftung für deutsch-polnische Zusammenarbeit, der Arbeitskreis Belarus, die Belarusische Gemeinschaft „Razam“, das Belarussische Institut für strategische Studien (BISS), Belarus in Focus, der Belarusian Youth Hub, die Civil Society Cooperation, Eurapejskaje Radyjo dlja Belarussi, das Free Belarus Center, Imaguru und die Stiftung „Country to live in“.